# Rejon pierwomajski (Kraj Ałtajski)
Rejon pierwomajski (ros. Первомайский район) – rejon na terenie wchodzącego w skład Rosji syberyjskiego Kraju Ałtajskiego
Rejon leży w północno-wschodniej części Kraju Ałtajskiego i ma powierzchnię  3.616 km². Na jego obszarze żyje ok. 48,4 tys. osób (2005 r.); całość populacji stanowi ludność wiejska, gdyż w skład tej jednostki podziału terytorialnego nie wchodzi żadne miasto. Na terenie rejonu znajduje się 51  wsi. 
Rosjanie stanowią 93,9% ogółu mieszkańców rejonu, Ukraińcy – 1,4%, a Niemcy – 2,0%.
Ośrodkiem administracyjnym rejonu jest miasto Nowoałtajsk, liczące 74 tys. mieszkańców (2005 r.), które jednak nie wchodzi w skład rejonu i stanowi miasto wydzielone.
Rejon został utworzony w 1965 r.